# Nature morte au jambon, œufs et pain
La 'Nature morte au jambon, œufs et pain (Bodegón con jamón, huevos y pan) est une huile sur toile (49 x 37 cm) de Luis Meléndez conservée au Musée du Prado de Madrid (numéro d'inventaire 934). Elle est signée à l'angle inférieur gauche. Elle provient de la collection royale du palais d'Aranjuez et date du troisième quart du XVIIIe siècle.

## Description
Cete nature morte arrangée de façon géométrique montre sur une table de bois une grosse cruche en céramique brune de Talavera couverte d'une tejoleta blanche sur laquelle est posée une cuiller de bois. On remarque derrière une terrine avec un couvercle en métal. Un grand morceau de jambon fumé de couleur rouge foncé veiné de blanc se trouve au premier plan à côté de deux œufs à la coquille d'un blanc éclatant. Derrière ceux-ci une petite poêle de métal brille de reflets argentés. Un morceau de pain blond se devine dans l'ombre de la cruche à droite de la scène. Meléndez traite de la lumière pour rehausser les volumes selon une technique qui, d'après Luna, l'éloigne légèrement de Chardin à qui il a pu être comparé, et annonce Cézanne.

## Expositions
Ce tableau a été présenté au public à Londres à l'hiver 1954-1955 (European Masters of the Eighteenth Century, n° 13), à Londres à l'hiver 1963-1964  (Goya and His Times, n° 18), à Madrid à l'hiver 1982-1983 (Luis Meléndez, n° 11), à Paris du 10 octobre 1987 au 3 janvier 1988 au Musée du Petit Palais.